# Saint-Rémy-au-Bois
Saint-Rémy-au-Bois (Aussprache [sɛ̃ ʁeˈmi o bwa]) ist eine französische Gemeinde mit 106 Einwohnern (Stand: 1. Januar 2022) im Département Pas-de-Calais in der Region Hauts-de-France. Sie gehört zum Arrondissement Montreuil und ist Mitglied im Gemeindeverband Communauté de communes des 7 Vallées. Die Einwohner werden Saint-Rémygiens und Saint-Rémygiennes genannt.
Saint-Rémy-au-Bois grenzt im Nordwesten an Buire-le-Sec, im Norden an Campagne-lès-Hesdin, im Osten an Gouy-Saint-André, im Südosten an Douriez, im Süden und im Südwesten an Saulchoy und im Westen an Maintenay. Die Bewohner nennen sich Saint-Rémygiens.

## Bevölkerungsentwicklung
| Jahr      | 1962 | 1968 | 1975 | 1982 | 1990 | 1999 | 2008 | 2014 |
| --------- | ---- | ---- | ---- | ---- | ---- | ---- | ---- | ---- |
| Einwohner | 167  | 163  | 122  | 118  | 100  | 111  | 117  | 104  |